# 布拉阿通巴
8°28′S 15°15′E / 8.467°S 15.250°E
布拉阿通巴（葡萄牙語：Bula Atumba），是安哥拉的城鎮，位於該國西北部，由本哥省負責管轄，面積3,604平方公里，海拔高度959米，2013年人口13,000，人口密度每平方公里4人。